# Universidad Panamericana (México)
La Universidad Panamericana es una universidad privada en la Ciudad de México de orientación católica, y fundada en 1967 como una escuela de negocios y relacionada al Opus Dei. Sus orígenes se encuentran en el Instituto Panamericano de Alta Dirección de Empresa (IPADE) que se convirtió, poco más tarde, en promotor de lo que hoy es la Universidad Panamericana. El Instituto Panamericano de Humanidades (IPH), predecesor inmediato de la Universidad Panamericana, nació en 1968. En 1978, el IPH fue elevado al rango de universidad, y tomó el nombre de Universidad Panamericana.
La Universidad Panamericana cuenta con tres campus y una sede. El primer campus se inauguró en la Ciudad de México en 1968, después Guadalajara en 1981 y Aguascalientes en 1989. La sede Santa Fe, también en la Ciudad de México, se inauguró en 2011, siendo una sola universidad, con un mismo espíritu. La Universidad Panamericana se apoya en tres pilares fundamentales: la enseñanza, la investigación y la difusión de la cultura. En virtud de un convenio establecido entre la Junta de Gobierno y la Prelatura del Opus Dei, la Universidad Panamericana ha confiado a dicha Prelatura la atención espiritual y la orientación doctrinal de sus actividades. Actualmente es la cuarta mejor universidad en México, según QS World University Rankings y la segunda mejor universidad privada.

## Historia
Un grupo de prominentes empresarios y académicos, entre ellos Carlos Llano, Manuel Senderos y Gastón Azcárraga Tamayo fundaron el IPADE en 1967. Ellos promovieron más adelante la creación de una universidad, así nace el Instituto Panamericano de Humanidades (IPH), fundado en 1968 y que posteriormente se convertiría en la Universidad Panamericana. Desde su fundación, la formación espiritual quedó bajo la dirección del Opus Dei, una prelatura personal de la iglesia católica.[cita requerida]
El campus México de la UP destaca por su composición arquitectónica, cuyo eje son tres inmuebles de gran valor histórico. Se trata del antiguo obraje de Mixcoac, edificio construido en el siglo XVIII y que forma parte del catálogo de monumentos coloniales del Instituto Nacional de Antropología e Historia. Además, está la casa de campo que la familia Chancellor integró al entorno del obraje de Mixcoac a finales del siglo XIX y que hoy se conoce con el nombre de sus primeros dueños.[cita requerida]
Por último, el inmueble donde José Joaquín Fernández de Lizardi escribió El Periquillo Sarniento, que también figura en el catálogo de monumentos coloniales del Instituto Nacional de Antropología e Historia, es parte del campus. Estos edificios históricos conviven con modernas instalaciones, adecuadas para los estudios impartidos, las cuales van desde los laboratorios de química y fluidos hasta un foro de televisión, incluidos talleres de innovación, de fotografía, de radio, y laboratorios como los de gastronomía y el de manufactura flexible.[cita requerida]
En 1978, el IPH obtuvo el rango de universidad y tomó el nombre de Universidad Panamericana, y desde 1980 el IPADE se integró a la Universidad Panamericana como su escuela de negocios.
En abril del 2021 se inauguró el primer edificio de lo que va a ser Ciudad UP en la zona de Bosque Real en Huixquilucan, estado de México.[cita requerida]

## Lema, logotipo, escudo e identidad
Ubi spiritus, libertas (Donde está el espíritu, hay libertad) es el lema de la universidad.
El logotipo de la universidad fue extraoficialmente, por mucho tiempo, el mismo escudo de la universidad, pero el 6 de agosto de 2021 se presentó el nuevo logo, el cual es un roble Panamericano de color dorado, tomado del mismo escudo. El roble simboliza la superioridad, fuerza moral, espiritual y física ante la adversidad, las ramas simbolizan la armonía que la universidad busca y el tronco simboliza la unión entre el mundo celeste y las realidades terrenales, el ideal de la unión del conocimiento y la fe, del conocimiento del hombre y del espíritu. Este logo se convirtió en la base para la identidad y comunicación de la institución.
El escudo de la universidad, que solamente se utiliza en ceremonias y actos formales, se conforma por dos elementos fundamentales: el recuadro rojo y la banda azul que aparecen en el cuartel lateral izquierdo, representan el escudo de armas que utilizó Cristóbal Colón al descubrir América, y simbolizan el panamericanismo. En el cuartel derecho, sobre un fondo color oro, aparece un roble, símbolo de la fortaleza.[cita requerida]
Sus raíces son las diversas fuentes de la formación integral; las cuatro ramificaciones son el símbolo de las virtudes cardinales (prudencia, justicia, fortaleza y templanza); las bellotas y las hojas representan al resto de las virtudes, que se derivan de las cuatro fundamentales.[cita requerida]
Los tres pilares de la institución de nivel superior son la enseñanza, la Investigación y la difusión de la cultura.[cita requerida]
La identidad de la universidad se basa en el impuso de la innovación educativa, la investigación, la internacionalización, la inversión económica, la sustentabilidad y el humanismo cristiano.[cita requerida]
Esta casa de estudios se caracteriza por poner un énfasis sobre las artes liberales, particularmente la filosofía, en todos sus planes de estudios, algo propio de las universidades anglosajonas. Todos los alumnos de pregrado, sin importar cuáles es sean sus licenciaturas o ingenierías, son requeridos a cursar una materia de humanidades cada semestre, incluyendo cursos de historia cultural, antropología filosófica, ética, teología dogmática y teología moral, entre otros.[cita requerida]

## Campus
La Universidad cuenta con los siguientes campus:
- Ciudad de México (Mixcoac)
- Ciudad de México (Santa Fe)
- Guadalajara
- Aguascalientes
- IPADE
- Ciudad UP (Bosque Real)

## Escuelas y facultades
Actualmente, la universidad tiene 5 escuelas y 5 facultades con 23 carreras a su cargo y múltiples posgrados:
- Escuela de Comunicación
- Facultad de Ciencias Económicas y Empresariales
- Facultad de Ingeniería
- Facultad de Filosofía
- Escuela de Pedagogía
- Facultad de Derecho
- Escuela de Gobierno y Economía
- Escuela de Administración de Instituciones (ESDAI)
- Facultad de Ciencias de la Salud
- Escuela de Bellas Artes
- Universidad Abierta UP (Filosofía y Pedagogía)

## Programas
La Universidad Panamericana, en su sede central (Mixcoac), cuenta actualmente con 23 programas de licenciatura en diversos campos de estudio.
- Ciencias de la salud.
  - Enfermería
  - Médico Cirujano
  - Psicología

- Empresariales
  - Administración y Finanzas
  - Administración y Mercadotecnia
  - Administración y Negocios Internacionales
  - Administración y Recursos Humanos
  - Inteligencia de Negocios (Business Intelligence, BI)
  - Contaduría

- Comunicación
  - Comunicación

- Ingeniería
  - Ingeniería en Animación y Videojuegos
  - Ingeniería en Innovación y Diseño
  - Ingeniería en Inteligencia de Datos y Ciberseguridad
  - Ingeniería Industrial y Gestión de la Innovación
  - Ingeniería Mecánica
  - Ingeniería Mecatrónica

- Derecho
  - Derecho

- ESDAI
  - Administración y Hospitalidad

- Pedagogía
  - Pedagogía

- Filosofía
  - Filosofía

- Economía y Gobierno
  - Economía
  - Gobierno

- Administración y Dirección
  - Administración y Dirección (Business & Management)

- Bellas Artes
  - Música e Innovación

La Universidad Panamericana, en su sede Campus Guadalajara, cuenta actualmente con 21 programas de licenciatura en diversos campos de estudio.
- Empresariales
  - Administración y Dirección
  - Administración y Dirección de Empresas Familiares
  - Administración y Finanzas
  - Administración y Negocios Internacionales
  - Administración y Recursos Humanos
  - Administración y Mercadotecnia
  - Contaduría

- Comunicación
  - Comunicación y Creación Audiovisual
  - Comunicación y Periodismo
  - Comunicación, Publicidad y Relaciones Públicas

- Ingeniería
  - Ingeniería Civil y Administración
  - Ingeniería en Animación Digital
  - Ingeniería en Innovación y Diseño
  - Ingeniería en Sistemas y Gráficas Computacionales
  - Ingeniería Industrial e Innovación de Negocios
  - Ingeniería Mecatrónica

- Derecho
  - Derecho

- ESDAI
  - Administración y Hospitalidad

- Pedagogía
  - Pedagogía e Innovación Educativa
  - Psicopedagogía

- Arquitectura
  - Arquitectura

La Universidad Panamericana, en su sede Campus Aguascalientes, cuenta actualmente con 18 programas de licenciatura en diversos campos de estudio.
- Empresariales
  - Administración y Dirección
  - Administración y Finanzas
  - Administración y Negocios Internacionales
  - Contaduría
  - Marketing and Data Strategy

- Negocios Gastronómicos
  - Dirección de Negocios Gastronómicos

- Ingeniería
  - Ingeniería Civil y Administración
  - Ingeniería Bioelectrónica
  - Ingeniería en Innovación y Diseño
  - Ingeniería en Inteligencia Artificial
  - Ingeniería en Tecnologías Energéticas
  - Ingeniería Industrial
  - Ingeniería Mecatrónica

- Derecho
  - Derecho

- Arquitectura
  - Arquitectura

- Pedagogía
  - Pedagogía
  - Psicología
  - Psicopedagogía

## Acreditaciones
- ABET (Accreditation Board for Engineering and Technology)
- CENEVAL (Centro Nacional para la Evaluación de la Educación Superior)
- ENARM (Examen Nacional de Aspirantes a Residencias Médicas)

## Rectores
- 1967 - 1994: Carlos Llano Cifuentes Fundador del Sistema UP-IPADE y primer Rector/Director de ambas instituciones
- 2002 - 2005: Sergio Raimond Kedilhac Navarro (Sistema UP-IPADE)
- 1994 - 2002: Ramón Ibarra Ramos (Sistema UP-IPADE)
- 2003 - 2012: José Manuel Núñez Pliego (Campus CDMX)
- 2012 - 2015: Luis Bonner de la Mora (Campus CDMX)
- 2008 - 2018 : Juan Gerardo de la Borbolla Rivero (Campus Guadalajara)
- 2015 - actual: Santiago García Álvarez (Campus CDMX)
- 2015 - 2011: Jorge Gutiérrez Villarreal (Sistema UP-IPADE)
- 2011 - 2014: Alfonso Bolio Arciniega (Sistema UP-IPADE)
- 2012 - 2021: Rafael Gómez Nava (IPADE Business School-Instituto Panamericano de Alta Dirección de Empresa)
- 2021- actual:  Lorenzo Fernández Alonso -Instituto Panamericano de Alta Dirección de Empresa
- 2018 - actual: Gabriel Domínguez García Villalobos (Campus Aguascalientes)
- 2018 - actual: José Antonio Esquivias Romero (Campus Guadalajara)
- 2014 - 2020: José Antonio Lozano Díez (Sistema UP-IPADE)
- 2020 - actual: Dra. Fernanda Llergo Bay (Sistema UP-IPADE)

## Reputación
- 3ª mejor Universidad en México por el QS World University Rankings
- 2ª mejor Universidad Privada en México por el QS World University Rankings
- 3ª mejor Universidad Privada en México por el Times Higher Education World University Rankings in Latin America
- 1ª mejor Universidad Privada en México por el ranking 2023 de EL UNIVERSAL

## Controversia
En agosto de 2016, la periodista Carmen Aristegui publicó una serie de reportajes sobre supuestos plagios encontrados en la Tesis titulada "El presidencialismo mexicano y Álvaro Obregón" del Presidente de México, Enrique Peña Nieto, para obtener el título de Licenciado en Derecho por parte de la Universidad Panamericana.
Horas después de darse a conocer la noticia, se inició una petición por parte de alumnos de dicha universidad en el portal change.org exigiendo la revocación del título de Licenciado en Derecho por considerar el presunto plagio en los contenidos de la Tesis de grado como contraria a los valores promovidos por la universidad, dicha petición rebasó la cantidad de 100,000 firmas en la primera semana.
La UP informó a la comunidad universitaria que un grupo de "miembros distinguidos" de esa casa de estudios harían una valoración de dicha tesis de licenciatura y emitió un comunicado institucional con fecha del 28 de agosto de 2016 donde informa que el procedimiento de titulación del Lic. Enrique Peña Nieto cumplió con los requisitos vigentes en el año de 1991 y que la tesis de su autoría presenta ideas propias e ideas ajenas tratadas de cinco formas distintas:
- Reproducciones textuales de fragmentos de obras publicadas anteriormente de acuerdo a estándares académicos.

- Reproducciones textuales de fragmentos sin cita a pie de página ni en el apartado de la bibliografía.

- Reproducciones textuales en las cuales no existe cita a pie de página pero sí referencia en el apartado de bibliografía.

- Reproducciones textuales en las que se da crédito al autor de forma ambigua o imprecisa.

- Casos en los que se da crédito al autor original, pero no a la fuente de la que fue tomada la cita.[6]

En el mismo comunicado, la Facultad de Derecho informa que procedió a la búsqueda de reglas que permitieran responder a un hallazgo de esta naturaleza y concluyó que:
1. Se trata de un caso sin precedentes en el que no existen disposiciones en los cuerpos regulatorios aplicables a ese procedimiento de titulación. Se solicitó una consulta técnica a la Universidad Nacional Autónoma de México para que confirme por escrito este criterio.
2. El Reglamento General de dicha institución no es aplicable a exalumnos.
3. Se trata de un acto consumado sobre el que es imposible proceder en ningún sentido.[7]

El lunes 29 de agosto de 2016, la UP envió una Consulta Técnica a la UNAM, en su respuesta se sostiene que efectivamente “una vez aprobado el examen profesional para obtener el título de Licenciado en Derecho, siguiendo el procedimiento antes descrito, no existe disposición que permite su posterior revisión, ya que dicho acto produce efectos jurídicos correspondientes” además, desde el año de 1988 “la UNAM transfirió a las instituciones de educación superior, que formaban parte de su sistema incorporado, la realización del proceso de revisión del trabajo escrito".